# Бурштиновий ангідрид

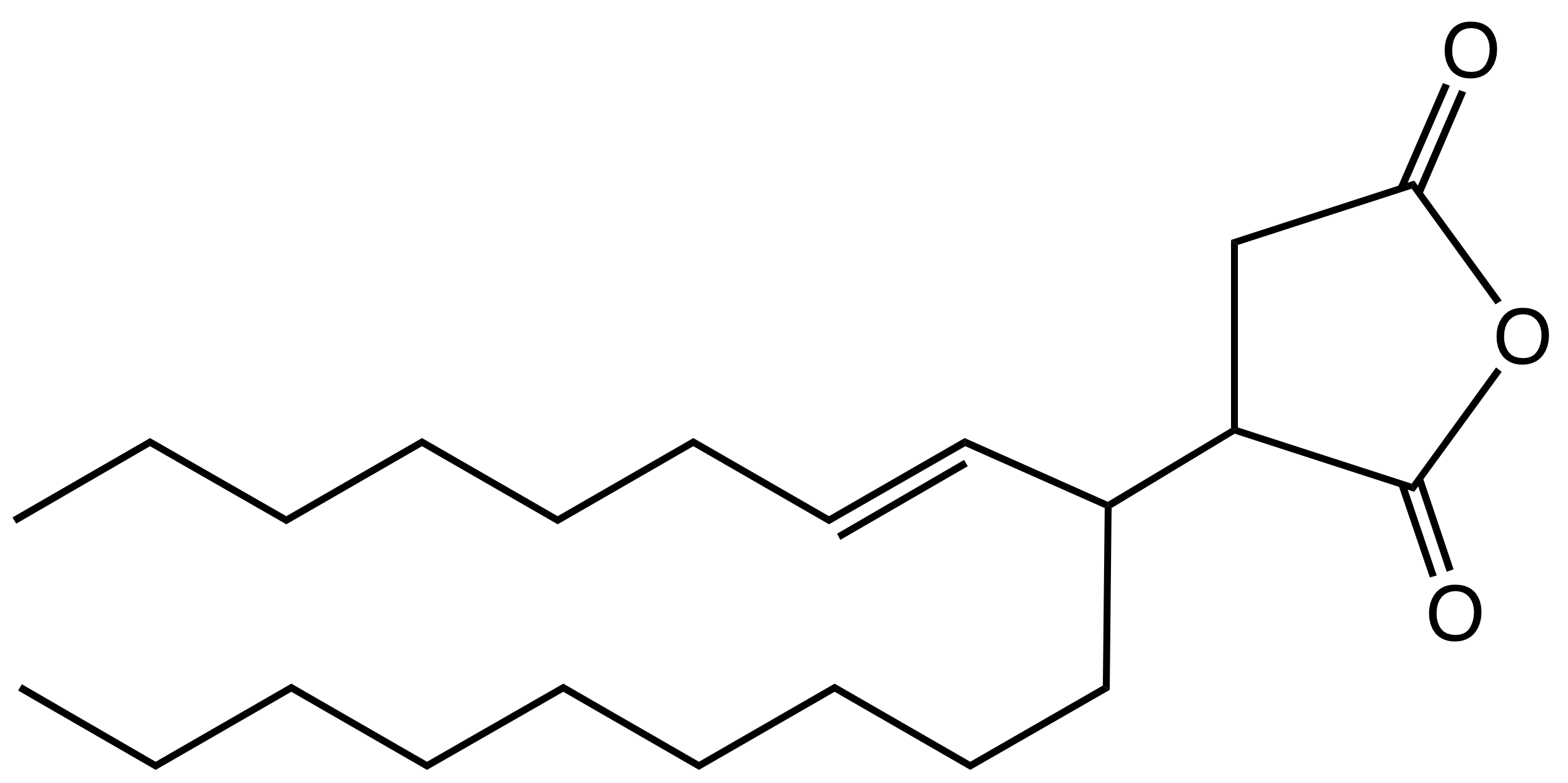
Споріднені сполуки.Хімічна структура алкілбурштинового ангідриду, отриманого з октадецену.

Бурштиновий ангідрид (сукциновий ангідрид, ангідрид бурштинової кислоти, ангідрид бутандіової кислоти) — це органічна сполука з молекулярною формулою (CH₂CO)₂O. 
Безбарвний порошок.Зберігається за кімнатної температури. Ангідрид бурштинової кислоти (янтарної кислоти).

## Виробництво

### Виробництво у лабораторії
Отримують шляхом дегідрації бурштинової кислоти, використовуючи ацетилхлорид, фосфорилхлорид або ж просто високі температури (термічний шлях). Щоб утворити ангідрид бутандіової кислоти (інша назва бурштинової кислоти) термічним шляхом, треба нагріти сполуку до 235॰С.

### Промислове виробництво
Сполуку отримують шляхом каталітичного гідрування малеїнового ангідриду.

## Хімічні властивості
Бурштиновий ангідрид легко гідролізується з утворенням бурштинової кислоти[джерело?]:
(CH2CO)2O + H2O → (CH2CO2H)2

Реакція буде проходити за зворотнім механізмом, до того що був проілюстрований у попередньому розділі.

Вироблення в лабораторії. Сполука 1 втрачає одну молекулу води,закриваючи кільце (2).
1 - бурштинова кислота;2 - бурштиновий ангідрид.

Зі спиртами (ROH) відбувається аналогічна реакція, що призводить до утворення моноестеру[джерело?]:
(CH2CO)2O + ROH → RO2CCH2CH2CO2H

Хімічні властивості.Верхня реакція демонструє взаємодію між бурштиновим ангідридом та спиртом.Утворюється естер. Реакція нижче ніякого відношення до властивостей бурштинового ангідриду не має.Моноестер - естер з однією естерною ланкою.

Бурштиновий ангідрид використовується в ацилюваннях, умови мають бути аналогічні до умов реакцій Фріделя-Крафтса, як показано на прикладі промислового шляху отримання препарату Фенбуфен.

## Споріднені сполуки
Малеїновий ангідрид вступає в реакцію Альдер-ену з алкенами, утворюючи алкенілсукцинові ангідриди. Цей вид сполук також відомий як проклеювальні речовини. Їх використовують в паперовій промисловості. Ангідрид, як і передбачається, утворює естер з гідроксильними групами целюлозних волокон. Малеїновий ангідрид вступає в подібну реакцію з поліізобутиленом, утворюючи поліізобутиленілсукциновий ангідрид, поширений хімічний елемент у промисловості нафтових добавок[джерело?].

## Список ліків
Бурштиновий ангідрид використовується в синтезі наступного списку агентів[джерело?]:
1. Галоперидол
2. Оксапрозин(інші мови)
3. Прокодазол(інші мови)
4. Ендіксаприн(інші мови)
5. Клофілій фосфат
6. Індолідан(інші мови)
7. Лометралін
8. МакН 4612-з
9. Фенбуфен
10. Фуробуфен(інші мови)
11. ННК 38-1049
12. Піретанід
13. Пірисуданол
14. Циназепам
15. Буклоксова кислота(інші мови)
16. Ексатекан
17. Бларкамезин
18. Ібутилід
19. Дикломезин(інші мови)
20. Доміпізон(інші мови)
21. Дамінозид
22. Трепібутон
23. Бенфуродилу гемісукцинат(інші мови)
24. Тепоксалін
25. Менбутон(інші мови)
26. Флорантирон
27. Артесунат
28. Суксібузон
29. Сунепітрон
30. Призиділол(інші мови)
31. Ксемілофібан(інші мови)
32. Сульфасукцинамід(інші мови)
33. Сукцисульфон(інші мови)